# レジェンドBB
『レジェンドBB(LEGEND BB)』（レジェンドビービー）は、SDガンダムのプラモデルシリーズ。

## 概要
20周年記念作品である三国伝に続き、BB戦士が2012年に25周年を迎えることを記念して企画された、BB戦士25周年記念シリーズ。
武者ガンダムシリーズ、騎士ガンダムシリーズ、コマンド戦記シリーズなどの、従来からのSDガンダム作品の一部設定の見直し、新エピソードの追加を行うなど、BB戦士独自のアレンジを施した作品と、その商品シリーズ。
SDガンダムを代表する三画伯が参加しており、商品画稿を寺島慎也、パッケージやコミックワールドの作画を今石進、イメージイラストを横井孝二が、それぞれ担当している。
構想に丸々一年を費やしたとされており、実際に三国伝がシリーズ展開を終了してから1年近くの間、BB戦士は実質的なシリーズ停滞状態となっていた。
従来の単独シリーズのようにいつからいつまでの期間にどれだけの商品を展開するなどの予定について、当シリーズではあえて決めていないとされている。
多数の設定画稿も発表されているが、それらは直接的に商品化に結び付くものではなく、基本的にはコミックワールドに登場させるための設定であったり、世界観を広げるためのものだとされている。

## 経緯
2011年
- 11月、ガンプラエキスポにて「騎士ガンダム」「武者頑駄無」「コマンドガンダム」の3つのアイテムを発売するという企画の詳細が発表される

2012年
- 4月7日、BB戦士「騎士ガンダム」が発売
- 5月、ホビーショーにて「武者號斗丸」の試作品が参考出品される
- 7月7日、BB戦士「武者頑駄無」が発売
- 10月6日、BB戦士「コマンドガンダム」が発売
- 10月11日～14日、ホビーショーにて新展開への継続が発表され「武者號斗丸」「魔竜剣士ゼロガンダム」の発売が発表された
- 11月22日～25日、ガンプラEXPOにて「殺駆頭」の試作品が参考出品される
- 12月29日、BB戦士「武者號斗丸」が発売

2013年
- 1月26日、BB戦士「魔竜剣士ゼロガンダム」が発売
- 4月13日、BB戦士「殺駆頭（闇将軍）」が発売
- 6月21日、BB戦士「ストライク劉備ガンダム」が発売
- 11月19日、BB戦士「騎士ユニコーンガンダム」が発売

2014年
- 7月12日、BB戦士「フルアーマー騎士ガンダム」が発売
- 10月18日、BB戦士「二代目 頑駄無大将軍」が発売

2015年
- 1月17日、BB戦士「武者飛駆鳥」が発売
- 8月29日、BB戦士「バーサル騎士ガンダム」が発売

2016年
- 5月28日、BB戦士「騎士スペリオルドラゴン」が発売

2017年
- 5月12日、BB戦士「真駆参大将軍」が発売
- 11月、BB戦士「武者頑駄無真悪参」が発売

## コミックワールド
公式サイトにてウェブ公開されているものと、プラモデルの取扱説明書に付属するものが存在。
プラモデルに付属しているものは連続したストーリーにはなっておらず、基本的にそれぞれ対応するキャラクターについての、ギャグストーリーやかつてのメインストーリーの一部を切り取ったものである。
公式サイトにウェブ公開されているものは、『BB戦士三国伝 LEGEND BB』と題して連続したストーリーとして連載されている。
ナンバリングの表記が共に同じ仕様（LEGEND+数字）であるため、同じ表記で同じナンバーである別のコミックワールドが複数存在していることになる。武者八人衆編についても、明確な表記はコマ内だけであり、明確にプラモデルのコミックワールドと区別するための表記はされていない。
作画は共に今石進。

## プラモデル
BB戦士内の1シリーズ扱いとしてプラモデルは発売。商品名の頭に必ず「LEGEND BB」が表記されている。
新開発のポリキャップ「PC-303」をシリーズ統一フォーマットとすることで、肘の可動や首のダブルボールジョイント可動などが、ポリキャップの段階で標準仕様とされている。「PC-303」はこのシリーズのために開発された。
他にも、目にあたるパーツが独立しており、頭部を一旦分解してから表裏を変更することで、2種類の表情を切り替えることのできるギミックが、シリーズとしての標準仕様となっている。シリーズ外ではSDBF紅武者アイメイジングがほぼ同一の頭部構造になっている。
基本となる四角穴の開いている拳タイプのハンドパーツ以外にもそれぞれ特徴的なハンドパーツが付属している。ただし、ハンドパーツのデザインが統一されていた三国伝シリーズとは違い、それぞれが別の世界観を持つキャラクターであるためにハンドパーツのデザインが特に統一されていないため、構造上は同一規格であるとはいえ、実質的にはそれぞれのハンドパーツを別のキャラクターに流用することはできない仕様となっている。
価格を従来のシリーズより高めに設定することで、クオリティの維持、メッキパーツの付属などが可能になった。
特に固有のシリーズナンバーなどは表記されていない。
- 「騎士ガンダム」（2012年4月7日発売）
- 「武者頑駄無」（2012年7月7日発売）
- 「SDV-04 コマンドガンダム」（2012年10月6日発売）
- 「武者號斗丸」（2012年12月29日発売）
- 「魔竜剣士ゼロガンダム」（2013年1月26日発売）
- 「殺駆頭（闇将軍）」（2013年4月13日発売）
- 「ストライク劉備ガンダム」（2013年6月21日発売）
- 「騎士ユニコーンガンダム」（2013年11月19日発売）
- 「フルアーマー騎士ガンダム」（2014年7月12日発売）
- 「二代目頑駄無大将軍」（2014年10月18日発売）
- 「武者飛駆鳥」（2015年1月17日発売）
- 「バーサル騎士ガンダム」（2015年8月29日発売）
- 「騎士スペリオルドラゴン」（2016年5月28日発売）
- 「真駆参大将軍」（2017年5月12日発売）
- 「武者頑駄無真悪参」（2017年11月11日発売）

ネット限定
プレミアムバンダイHP内ホビーオンラインショップでのみ期間限定で販売されたキット。
- 「武者頑駄無（超鋼〈スーパーハガネ〉Ver）」（2013年7月発送）
- 「三国伝エクストラ武装セット＆ストライク劉備ガンダム 瞑装態（ディアクティブカラー）」（2013年7月発送）
- 「武者號斗丸（最終決戦Ver）」（2014年1月発送）
- 「騎士ユニコーンガンダム（ビーストモード・アルティメットバトルVer）」（2014年6月発送）
- 「殺駆頭（闇将軍 超鋼（スーパーハガネ）Ver)」（2014年9月発送）
- 「フルアーマー騎士ガンダム（伝説の巨人編Ver）」（2015年5月発送）
- 「二代目 頑駄無大将軍（白鋼Ver）」（2015年8月発送）
- 「武者飛駆鳥（超鋼〈スーパーハガネ〉）Ver」（2016年12月発送）
- 「バーサル騎士ガンダム［メタリック］」（2017年10月発送）
- 「真駆参大将軍&新世将頑駄無 (超鋼（スーパーハガネ）Ver.)」（2017年12月発送）
- 「飛駆鳥大将軍」（2018年9月発送）
- 「新世大将軍」（2019年11月発送）
- 「烈光頑駄無」（2020年10月発送）

イベント限定
各イベントで限定販売されたキット。
- 「騎士ガンダム メタリックVer.」（2012年11月に秋葉原UDXアキバ・スクエアにて開催されていたガンプラEXPO2012限定商品）
- 「魔竜剣士ゼロガンダム メタリックVer.」（ガンプラEXPO限定。ガンプラEXPOワールドツアージャパン2015などで発売）
- 「騎士スペリオルドラゴン 超メタリックVer.」（イベント限定。ガンプラEXPOワールドツアージャパン2016 WINTERなどで発売）

ガンダムベース限定
ガンダムベース東京で販売されたキット。
- 「武者號斗丸（最終決戦Ver.）［クリアカラー］」
- 「騎士スペリオルドラゴン［クリアカラー］」
- 「飛駆鳥大将軍［クリアカラー］」